# Psittacanthus chiriquianus
Psittacanthus chiriquianus är en tvåhjärtbladig växtart som beskrevs av J. Kuijt. Psittacanthus chiriquianus ingår i släktet Psittacanthus och familjen Loranthaceae. Inga underarter finns listade i Catalogue of Life.